# Broder Daniel
I Broder Daniel sono stati un gruppo musicale svedese attivo dal 1989 al 2008.

## Formazione
- Henrik Berggren - voce (1989-2008)
- Theodor Jensen - basso (1995-1997; 2002-2004; 2005-2008), chitarre (1997-2002)
- Lars Malmros - batteria (1995-2008)
- Anders Göthberg - chitarra, tastiere (1993-2008; morto nel 2008)
- Håkan Hellström - batteria (1989-1994), basso (1998-2002)
- Daniel Gilbert - basso, tastiere (1989-1995)
- Johan Neckvall - chitarre (1991-1997)

## Discografia

### Album studio
- 1995 - Saturday Night Engine
- 1996 - Broder Daniel
- 1998 - Broder Daniel Forever
- 2003 - Cruel Town

### Raccolte
- 2000 - Singles
- 2005 - No Time for Us (1989–2004)
- 2009 - The Demos 1989-1997